# Мизиды
Мизи́ды (лат. Mysida) — отряд высших раков из надотряда Peracarida. Планктонные и бентосные ракообразные, обычно некрупные, внешне напоминающие креветок. Известно около 780 видов, большинство из которых обитает в прибрежных водах морей. Немногочисленные виды перешли к жизни в наземных пресных водоёмах и водоёмах пещер (около 25 и 20 видов, соответственно). Некоторые виды, например, Pseudomma kryotroglodytum, обитают в ледяных пещерах Антарктики.

## Строение
Длина тела большинства взрослых мизид составляет около 3 см. Два первых торакальных сегмента входят в состав головогруди; их конечности преобразованы в ногочелюсти. Остальные шесть грудных сегментов образуют переон; их конечности обладают примитивным двуветвистым строением. Карапакс покрывает лишь часть сегментов переона и срастается лишь с первыми торакальными сегментами (входящими в состав головогруди). Абдомен (брюшко) состоит из шести сегментов.

## Галерея

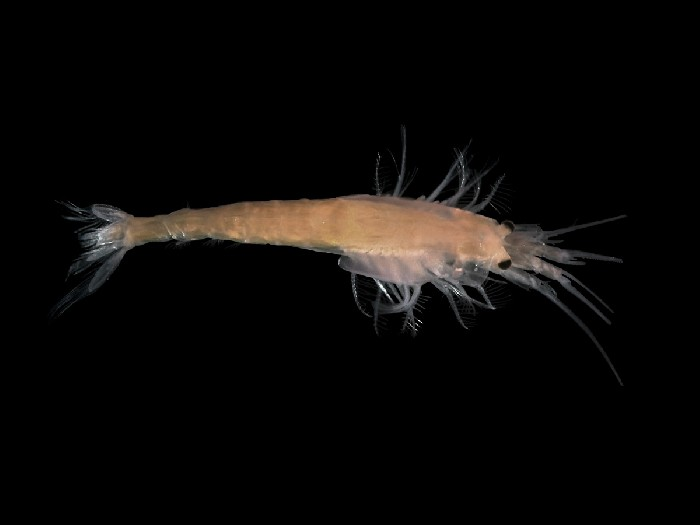
Gastrosaccus spinifer
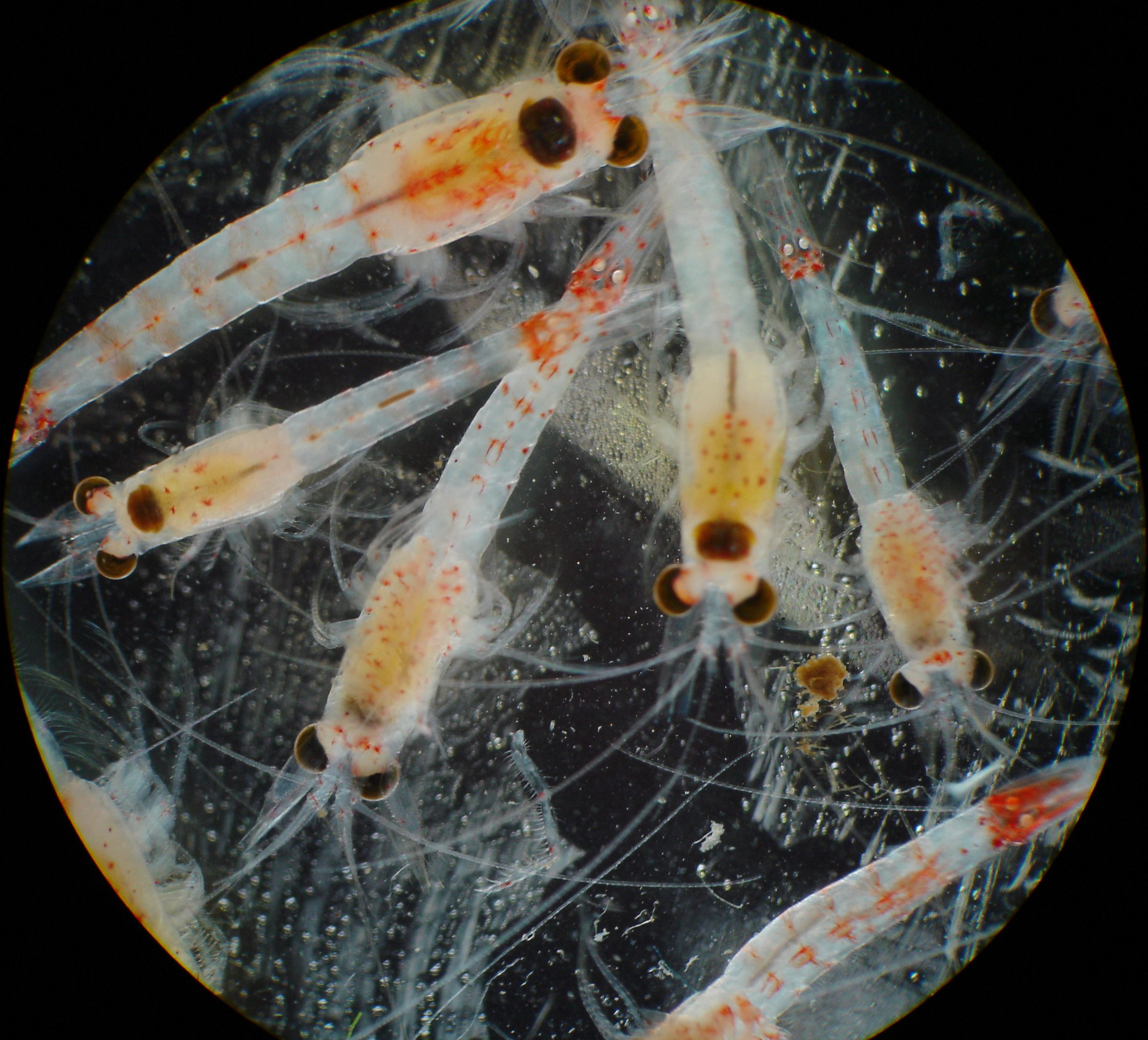
Hemimysis anomala
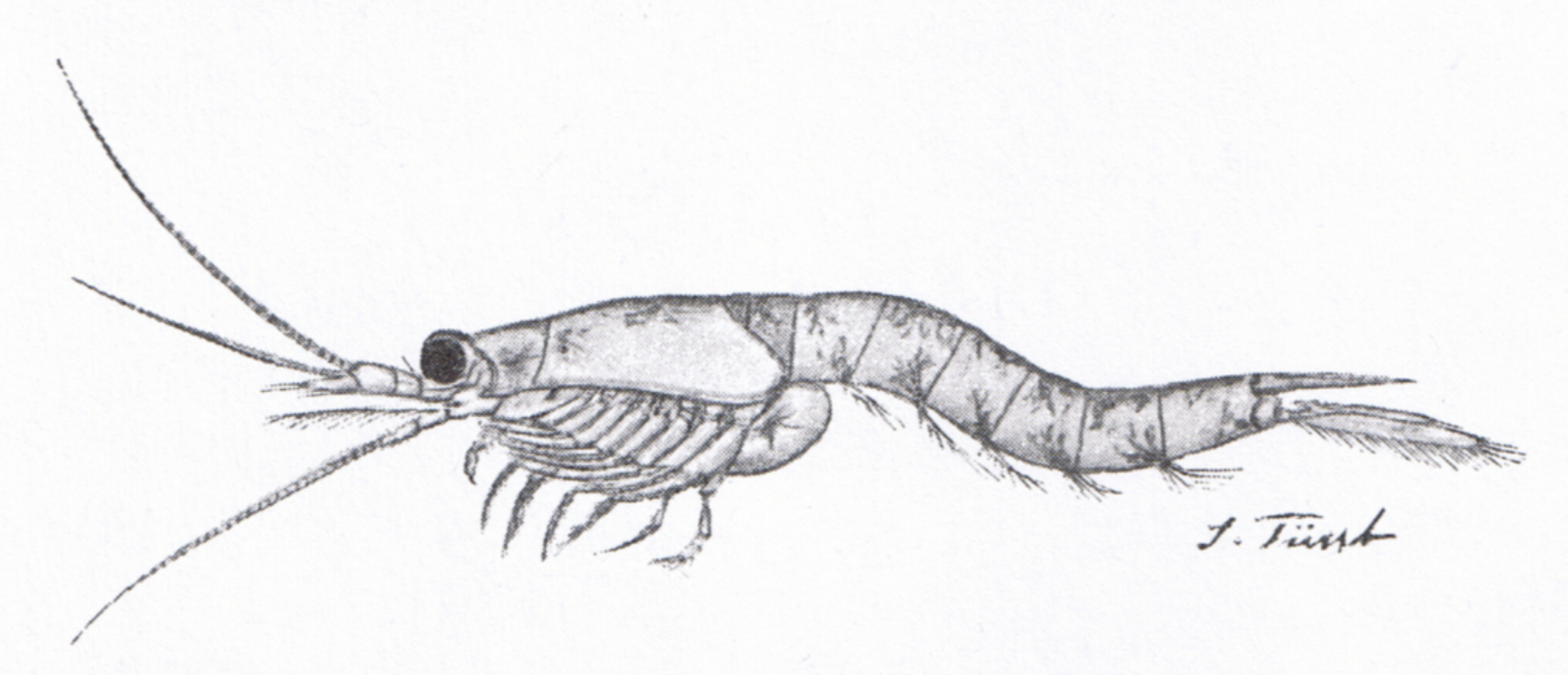
Mysis vulgaris
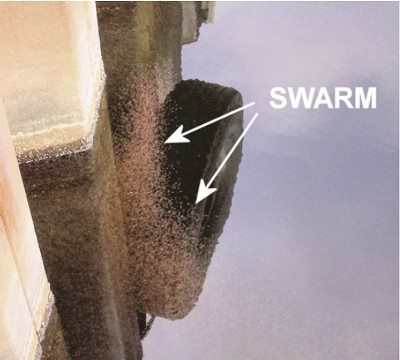
Массовое скопление Hemimysis anomala